# 2011 SM Town Winter – The Warmest Gift
2011 SMTown Winter: The Warmest Gift là album mùa đông thứ 8 bởi SM Town, phát hành vào ngày 13 tháng 12 năm 2011 bởi SM Entertainment và phân phối bởi KMP Holdings tại Hàn Quốc. Đây là album tổng hợp mùa đông đầu tiên trong 4 năm và cũng là album đầu tiên có tất cả các ca khúc hoàn toàn bằng tiếng Anh. Đây cũng là album đầu tiên đặc biệt f(x) và nghệ sĩ người Nhật đang hoạt động của SM J-Min. 
Album Single à "Santa U Are the One" hát bởi Super Junior với thành viên Super Junior-M là Henry và Zhou Mi. MV phát hành vào ngày 13 tháng 12 năm 2011 trên YouTube. Nó đặc biệt ở chỗ các thành viên Super Junior với Henry và Zhou Mi hát trong phòng thu và các cảnh hậu trường của các nghệ sĩ SM trong buổi chụp hình của album.

## Danh sách bài hát
| STT              | Nhan đề                    | Phổ lời                                               | Phổ nhạc                                              | Artist                            | Thời lượng |
| ---------------- | -------------------------- | ----------------------------------------------------- | ----------------------------------------------------- | --------------------------------- | ---------- |
| 1.               | "Santa U Are the One"      | Ove Andre Brenna                                      | Ove Andre Brenna                                      | Super Junior with Henry & Zhou Mi | 3:34       |
| 2.               | "Sleigh Ride"              | Mitchell Parish                                       | Leroy Anderson                                        | TVXQ                              | 2:54       |
| 3.               | "Distance"                 | Alex Wright, Andrew Choi                              | Kim Tae-sung                                          | BoA                               | 3:29       |
| 4.               | "Last Christmas"           | George Michael                                        | George Michael                                        | SHINee                            | 4:37       |
| 5.               | "Diamond"                  | Kim Jung-bae                                          | Kenzie                                                | Girls' Generation                 | 3:16       |
| 6.               | "For The First Time"       | Ann Judith Stokke Wik                                 | Zig Zag Note                                          | Kangta                            | 4:39       |
| 7.               | "Like A Dream"             | Misfit, Ann Judith Stokke Wik                         | Jung-mo                                               | TRAX                              | 3:41       |
| 8.               | "The First Noël"           |                                                       |                                                       | Zhang Liyin                       | 3:18       |
| 9.               | "1, 2, 3"                  | Ann Judith Stokke Wik                                 | Peppertones                                           | f(x)                              | 4:20       |
| 10.              | "Amazing"                  | Jens Oettrich, Linda Andrews, Jesper Tønnow Rasmussen | Jens Oettrich, Linda Andrews, Jesper Tønnow Rasmussen | The Grace - Dana & Sunday         | 4:55       |
| 11.              | "Happy Xmas (War Is Over)" | John Lennon, Yoko Ono                                 | John Lennon, Yoko Ono                                 | J-Min                             | 3:37       |
| Tổng thời lượng: | Tổng thời lượng:           | Tổng thời lượng:                                      | Tổng thời lượng:                                      | Tổng thời lượng:                  | 42:20      |

## Bảng xếp hạng
| Bảng xếp hạng                              | Vị trí |
| ------------------------------------------ | ------ |
| Hàn Quốc Gaon Albums                       | 1      |
| Hàn Quốc Hanteo Albums                     | 2      |
| Nhật Bản Oricon Weekly Albums              | 36     |
| Philippine AstroPlus Weekly Physical Chart | 1      |
| Đài Loan G-Music J-pop Albums              | 5      |

| Bảng xếp hạng                 | Doanh số |
| ----------------------------- | -------- |
| Hàn Quốc Gaon physical sales  | 45,581+  |
| Nhật Bản Oricon Weekly Albums | 6,827+   |

| Bài hát               | Hàn Quốc |
| --------------------- | -------- |
| "Diamond"             | 52       |
| "Santa U Are the One" | 64       |
| "1, 2, 3"             | 112      |
| "Last Christmas"      | 133      |
| "Distance"            | 137      |
| "Sleigh Ride"         | 173      |

## Lịch sử phát hành
| Nước        | Ngày phát hành            | Nhà phân phối     |
| ----------- | ------------------------- | ----------------- |
| Hàn Quốc    | Ngày 13 tháng 12 năm 2011 | KMP Holdings      |
| Nhật Bản    | Ngày 15 tháng 12 năm 2011 | Avex Trax         |
| Đài Loan    | Ngày 5 tháng 1 năm 2012   | Avex Taiwan       |
| Philippines | Ngày 21 tháng 1 năm 2012  | Universal Records |
| Thái Lan    | Ngày 4 tháng 3 năm 2012   | SM True           |